# Torija
Torija – gmina w Hiszpanii, w prowincji Guadalajara, w Kastylii-La Mancha, o powierzchni 35,28 km². W 2011 roku gmina liczyła 1660 mieszkańców.